# Trophée Matti-Keinonen
Le trophée Matti Keinonen est remis annuellement au joueur de hockey sur glace du championnat de Finlande avec le meilleur différentiel +/-.

## Joueur récompensé
| Saison    | Joueur              | Équipe           |
| --------- | ------------------- | ---------------- |
| 1977-1978 | Pekka Rautakallio   | Ässät Pori       |
| 1978-1979 | Veli-Pekka Ketola   | Ässät Pori       |
| 1979-1980 | Reijo Leppänen      | TPS Turku        |
| 1980-1981 | Juha Huikari        | Kärpät Oulu      |
| 1981-1982 | Timo Nummelin       | TPS Turku        |
| 1982-1983 | Carey Wilson        | HIFK             |
| 1983-1984 | Arto Sirviö         | Jokerit Helsinki |
| 1984-1985 | Esa Tikkanen        | HIFK             |
| 1985-1986 | Harry Nikander      | Ässät Pori       |
| 1986-1987 | Juha Huikari        | Kärpät Oulu      |
| 1987-1988 | Risto Jalo          | Ilves Tampere    |
| 1988-1989 | Jukka Vilander      | TPS Turku        |
| 1989-1990 | Mika Nieminen       | Ilves Tampere    |
| 1990-1991 | Leo Gudas           | JYP Jyväskylä    |
| 1991-1992 | Waltteri Immonen    | Jokerit Helsinki |
| 1992-1993 | Erik Hämäläinen     | Jokerit Helsinki |
| 1993-1994 | Aleksandr Smirnov   | TPS Turku        |
| 1994-1995 | Veli-Pekka Kautonen | HIFK             |
| 1995-1996 | Petri Varis         | Jokerit Helsinki |
| 1996-1997 | Kimmo Timonen       | TPS Turku        |
| 1997-1998 | Olli Jokinen        | HIFK             |
| 1998-1999 | Brian Rafalski      | HIFK             |
| 1999-2000 | Kai Nurminen        | TPS Turku        |
| 2000-2001 | Jouni Loponen       | TPS Turku        |
| 2001-2002 | Marko Tuulola       | HPK Hämeenlinna  |
| 2002-2003 | Lasse Kukkonen      | Kärpät Oulu      |
| 2003-2004 | Jari Viuhkola       | Kärpät Oulu      |
| 2004-2005 | Jukka Voutilainen   | HPK Hämeenlinna  |
| 2005-2006 | Lasse Kukkonen      | Kärpät Oulu      |
| 2006-2007 | Martti Järventie    | Jokerit Helsinki |
| 2007-2008 | Janne Pesonen       | Kärpät Oulu      |
| 2008-2009 | Olli Malmivaara     | JYP Jyväskylä    |
| 2009-2010 | Harri Tikkanen      | Lukko Rauma      |
| 2010-2011 | Sami Vatanen        | JYP Jyväskylä    |
| 2011-2012 | Toni Söderholm      | HIFK             |
| 2012-2013 | Jere Sallinen       | HPK Hämeenlinna  |
| 2013-2014 | Ville Pokka         | Kärpät Oulu      |
| 2014-2015 | Markus Hännikäinen  | JYP Jyväskylä    |
| 2015-2016 | Sebastian Aho       | Kärpät Oulu      |
| 2016-2017 | Jasper Lindsten     | TPS Turku        |
| 2017-2018 | Charles Bertrand    | Kärpät Oulu      |
| 2018-2019 | Nicklas Lasu        | Kärpät Oulu      |
| 2019-2020 | Mika Pyörälä        | Kärpät Oulu      |
| 2020-2021 | Anrei Hakulinen     | Lukko            |